# Шпета, Франц
Франц Шпета (нем. Franz Speta, 1941—2015) — австрийский ботаник.

## Биография
Родился в городе Линц.
С 28 сентября 1964 года по 30 мая 1972 года изучал в Венском университете на философском факультете ботанику и зоологию. С 1 августа 1968 года по 31 июля 1969 года был научным сотрудником Ботанического института Венского университета. 30 мая 1972 года Шпета получил учёную степень.
С 1 ноября 1970 года был научным сотрудником в Верхнеавстрийском земельном музее Линца, сначала как руководитель отдела ботаники и беспозвоночных, с 1985 года как заместитель директора Национального музея и с сентября 1990 года по конец июня 1991 года как временный директор. С 1 января 1993 года по 2003 год он был руководителем Центра биологии Национального музея.

## Некоторые публикации
- Speta, F; F Fuchs. 1989. Drei neue Pinguicula-arten der sektion Orcheosanthus DC. aus Mexico. Phyton (Austria) 29 (1): 93—103.
- Speta, F; F Fuchs. 1992. «Pinguicula debbertiana (Lentibulariaceae), eine weitere neue Art aus Mexico». Linzer Biol.Beitr. 24:375.
- Speta, F. 1998. Hyacinthaceae. In The Families & Genera of Vascular Plants. Ed. Kubitzki, K. Berlin, Heidelberg, NY: Springer-Verlag, pp. 261—285.
- Speta, F. 1998. Systematische Analyse der Gattung Scilla L. (Hyacinthaceae). Phyton (Horn), 38: 1—141.
- Pfosser, M; F Speta. 1999. Phylogenetics of Hyacinthaceae based on plastid DNA sequences. Ann. Missouri Bot. Garden, 86: 852—875.
- Pfosser, M; F Speta. 2001. Hyacinthaceae. Hyacinthus, Ornithogalum, Scilla & their relatives[4].
- Krenna, L; A Hüfnerb; A Kastenhubera; F Speta. 2004. Chemotaxonomic relevance of cardenolides in Urginea fugax. Phytochemistry 65 (21): 2881—2884.
- Hartlieb, J; F Speta, HL Werneck. 1980 Das Krauterbuch Des Johannes Hartlieb: Eine Deutsche Bilderhandschrift Aus Der Mitte Des 15. Jahrhunderts. Ed. Akademische Druck- & Verlagsanstalt. 62 pp.
- 1994. Leben Und Werk Von Ferdinand Schur. Ed. Oberosterreichishes Landesmuseum. 334 pp. ISBN 3-900746-68-0.
- 1994. Blumen der Türkei. Stapfia 34. ilust. 271 pp.
- Speta, F. Systematische Analyse der Gattung Scilla L. (Hyacinthaceae). Phyton (Horn) 38: 1—141.